# St. Mary Stadion
A St Mary Stadion angol labdarúgóstadion, mely Southampton városában található.
Az angol elsőosztályú Southampton FC használja 2001 óta. 
Az aréna maximális befogadóképessége 32 505 néző.

## Fordítás
Ez a szócikk részben vagy egészben  a   St Mary's Stadium című angol Wikipédia-szócikk ezen változatának fordításán alapul.  Az eredeti cikk szerkesztőit annak laptörténete sorolja fel. Ez a jelzés csupán a megfogalmazás eredetét és a szerzői jogokat jelzi, nem szolgál a cikkben szereplő információk forrásmegjelöléseként.